# Intecymbium antarcticum
Genre
Espèce
Synonymes
- Ceratinopsis antarctica Simon, 1895

Intecymbium antarcticum, unique représentant du genre Intecymbium, est une espèce d'araignées aranéomorphes de la famille des Linyphiidae.

## Distribution
Cette espèce se rencontre en Argentine en Terre de Feu et au Chili dans les régions des Lacs et de Magallanes,.

## Description
Le mâle décrit par Miller en 2007 mesure 1,58 mm et la femelle 1,60 mm.

## Étymologie
Intecymbium est un mélange du mot latin "integro" signifiant "entier" et de cymbium, une des parties qui compose le bulbe copulateur des araignées.

## Publications originales
- Simon, 1895 : Arachnides recueillis a la Terre-de-feu par M. Carlos Backhausen. Anales del Museo nacional de Buenos Aires, vol. 4, p. 167-172.
- Miller, 2007 : Review of erigonine spider genera in the Neotropics (Araneae: Linyphiidae, Erigoninae). Zoological Journal of the Linnean Society, vol. 149, suppl. 1, p. 1-263[3].